# Konstituentengrammatik
Eine Konstituentengrammatik ist eine Grammatik, die auf dem Prinzip der Konstituenz aufbaut und einen Satz schrittweise in kleinere Einheiten (Konstituenten) zerlegt. Noam Chomsky verwendet dieses Modell unter der Bezeichnung „Phrasenstrukturgrammatik“ für Syntaxbeschreibungen im Rahmen der Generativen Transformationsgrammatik. Im Unterschied dazu akzentuiert die  Dependenzgrammatik bei der Satzgliederung die Beziehung eines abhängigen Wortes (Dependens) zu einem übergeordneten (Regens).

## Konstituenz
Im amerikanischen Strukturalismus wurde die Konstituentengrammatik von Rulon S. Wells und Charles Hockett entwickelt. Dabei wird, wann immer möglich, eine größere syntaktische Einheit in zwei oder mehr Konstituenten (Bestandteile) zerlegt. Wenn dies Schritt für Schritt bis hinunter zu den Wörtern des Satzes durchgeführt wird, erhält man die hierarchische Struktur des Satzes nach dem Prinzip der Konstituenz.
Im folgenden Diagramm ist die Struktur des englischen Satzes „This example [shows the structure of a clause according to the principle of constituency]“ mit deutschen Wörtern nachgestellt (die deutsche Satzstruktur sieht jedoch in Wirklichkeit anders aus, siehe den Artikel V2-Stellung):
S steht hier für Satz; P steht für Phrase, eine zusammengehörende Gruppe von Wörtern und/oder Phrasen; NP für Nominalphrase, eine als Kern ein Nomen (N) enthaltende Gruppe; D ist der Determinierer, der eine NP oft einleitet; VP steht für Verbalphrase, einen ein finites Verb (im Beispiel V) enthaltenden Teil von S; PP für Präpositionalphrase, eine Präposition (P) mit (im Deutschen meist rechts) anschließender Ergänzung.
Eine Konstituentengrammatik ist durch die Kombinatorik eines Satzes oder einer Wortgruppe mit der Teil-Ganzes-Beziehung charakterisiert. Der Gesamtausdruck wird in seine unmittelbaren Bestandteile zerlegt, diese wiederum in ihre unmittelbaren Bestandteile, bis man zu den Elementareinheiten gelangt, die normalerweise Wörter sind. Die Bestandteile werden Konstituenten genannt. Im Beispiel hier gibt es 23 Konstituenten (= 23 Knoten im Baum). Die Konstituenten, die in demselben Analyseschritt gewonnen werden, heißen unmittelbare Konstituenten (immediate constituent), abgekürzt: IC. Mehrere Konstituenten desselben Analyseschritts werden Ko-Konstituenten genannt. Nicht unmittelbare Konstituenten heißen auch mittelbare Konstituenten.
Die Korrektheit jeder Teilung kann mit Hilfe einer Ersetzungsprobe überprüft werden. Einheiten sind zulässig, die insgesamt durch eine Wortform ersetzt werden können oder selbst als Erweiterungen einer Wortform erscheinen. Das Verfahren (auch unter dem Begriff IC-Analyse = immediate constituent analysis bekannt) wurde mit ähnlichen Analyseprinzipien auf die Morphologie übertragen. Es ermöglicht, sowohl in der Syntax als auch in der Morphologie die hierarchischen Strukturen sprachlicher Einheiten zu erarbeiten, die darin bestehen, dass in einer komplexen sprachlichen Einheit manche Konstituenten enger miteinander verbunden sind (unmittelbar), andere weniger eng (mittelbar). Diese Art der strukturalistischen Linguistik wird entsprechend auch als taxonomischer Strukturalismus bezeichnet.

## Dependenz
Die Konstituentengrammatik unterscheidet sich von der etwa zeitgleich (1930er Jahre) entstandenen Dependenzgrammatik. Dependenz ist eine strenge Mutter-Tochter-Beziehung (= Regens-Dependens-Beziehung). In einer Dependenzstruktur projiziert also jedes Wort einen einzigen Knoten. Die Dependenzstruktur des obigen Beispiels ist wie folgt:
Wenn man eine Konstituente als einen kompletten Baum oder einen kompletten Teilbaum eines Baumes definiert, dann können Dependenzstrukturen auch in Konstituenten zerlegt werden. So enthält dieser Dependenzbaum 12 Konstituenten (= Anzahl der Knoten). Allerdings geht die Zerlegung anders vor, insofern als kleinere Konstituenten von ihren Köpfen abgetrennt werden.

## Konstituentengrammatiken und Dependenzgrammatiken
Die folgenden Syntaxtheorien sind Konstituentengrammatiken:
Konstituentengrammatiken (=Phrasenstrukturgrammatiken)
Generalized Phrase Structure Grammar
Head-driven Phrase Structure Grammar
Kategorialgrammatik
Lexikalisch-funktionale Grammatik
Minimalistisches Programm
Rektions- und Bindungstheorie
Und die folgenden Syntaxtheorien sind Dependenzgrammatiken:
Dependenzgrammatiken
Bedeutung-Text-Modell
Extensible Dependency Grammar
Funktionale generative Beschreibung
Lexicase Grammar
Word Grammar
Konstituentengrammatiken sind in englischsprachigen Ländern verbreitet, während Dependenzgrammatiken in Europa stärker vertreten sind, besonders in Osteuropa und den deutschsprachigen Ländern.